# Узкобрюхие удавы
Узкобрюхие удавы (лат. Corallus) — род змей семейства ложноногие. Распространены в Южной Америке и ведут древесный образ жизни. К 2014 году определено 9 видов.

## Внешнее строение
Все представители рода имеют длинное тонкое тело, слегка сжатое с боков, и — довольно крупную голову с большими глазами. Передние зубы змей сильно выдаются вперёд, что используется при ловле птиц: легко проникая сквозь слои перьев, животное контролирует жертву, которой питается. Эти змеи ведут ночной образ жизни и имеют большое количество хорошо выраженных терморецепторов — ямок на коже в районе «губной части» пасти.

## Ареал
Животные были обнаружены в Центральной и Южной Америке, а также — Вест-Индии. В Центральной Америке род этих змей встречается в Гондурасе, от восточной части Гватемалы до Никарагуа, Коста-Рики и Панамы. Диапазон обитания в районах Южной Америки обитают на тихоокеанском побережье Колумбию и Эквадора, а также бассейны рек Амазонки от Колумбии, Эквадора, Перу до северной Боливии через всю Бразилию, Венесуэлу, остров Маргарита, Тринидад и Тобаго, Гайану, Суринам и Гвиану. В Вест-Индии встречаются в островах Сент-Винсент и Гренадины, в Гренаде и Наветренных островов (Малые Антильские острова).

## Содержание в неволе
Змеи популярны при содержании в неволе в качестве домашних питомцев. Наиболее часто импортируются два вида — амазонский и собакоголовый древесные удавы. Хотя эти виды и считаются «домашними животными», всё же большинство из них (если не все) проявляют агрессию и резкие манеры поведения, готовые укусить своего хозяина в любой момент. Однако, именно их потрясающая окраска делает наиболее любимыми и популярными животными среди содержащихся в неволе змей и сглаживает особенности скверного характера. Особенности содержания при создании специализированной среды и кормление, делает этих змей не очень пригодными для массового распространения и начинающих: они пригодны только для очень опытных любителей.

## Виды
| Латинское название                              | Русс. (англ.) наименование                                                | Ареал |
| ----------------------------------------------- | ------------------------------------------------------------------------- | --- |
| Corallus annulatus (Cope, 1875)                 | Кольчатый удав (англ. Annulated tree boa — кольчатый древесный удав)      | В восточной Гватемале Центральной Америки, Гондурас, Никарагуа, Коста-Рика, Панама, а также на тихоокеанском побережье Колумбии и северо-западной части Эквадора в Южной Америке. |
| Corallus batesii (Gray, 1860)                   | англ. Amazon Basin emerald tree boa                                       | Бразилия, Боливия, Колумбия, Перу и Эквадора |
| Corallus blombergi (Rendahl & Vestergren, 1941) |                                                                           | Эквадор |
| Corallus caninus (Linnaeus, 1758)               | Собакоголовый удав (англ. Emerald tree boa — изумрудный древесный удав)   | Южная Америка: Колумбия (бассейн Амазонки), Эквадор, Перу, север Боливии, Бразилия, и в Венесуэла, Гвиана. |
| Corallus cookii Gray, 1842                      | (англ. Cook's tree boa — древесный удав Кука)                             | Остров Сент-Винсент (Вест-Индия). |
| Corallus cropanii (Hoge, 1953)                  | (англ. Cropan's boa — удав Кропана)                                       | Бразилия (Миракату, Сан-Паулу). |
| Corallus grenadensis (Barbour, 1914)            | (англ. Grenadian bank tree boa — гренадский древесный удав)               | Гренадины: Бекуи на острове Иль-Куатро, Baliceaux, Мюстик, Кануан, Maryeau, Юнион и Кариока и Гренада. |
| Corallus hortulanus (Linnaeus, 1758)typus       | Амазонский древесный удав (англ. Amazon tree boa)                         | Южная Америка — юг Колумбии, к востоку от Анд, юг Венесуэлы, Гайана, Суринам, Французская Гвиана, Бразилия (бассейн Амазонки), Эквадор, Перу и Боливия. |
| Corallus ruschenbergerii (Cope, 1876)           | (англ. Central American tree boa — центральноамериканский древесный удав) | Нижняя часть Центральной Америки — юго-запад Коста-Рики (к югу от 10° с. ш.) и Панама, в том числе на островах Рей, Контадора, Cébaco и Suscantupu. Южная Америка — к востоку от Анд и к северу от Центральной и Восточной Кордильеры в Колумбии, в районе Кордильер-де-Мерида, в бассейне реки Ориноко и к востоку от её дельты, к северу и западу от Гвианского нагорья; на островах Маргарита, Тринидад и Тобаго. |